# Klariza Clayton
Klariza Clayton (* 9. März 1989 in Hongkong) ist eine britische Schauspielerin mit philippinischen und englischen Wurzeln.

## Leben und Karriere
Clayton wuchs in London auf und hat drei ältere Brüder.
2009 spielte Clayton im britischen Krimi-Drama-Thriller Harry Brown – neben Michael Caine und Emily Mortimer – eine Nebenrolle. Von 2009 bis 2010 spielte sie in der britischen Fernsehserie Skins – Hautnah die Rolle der Karen Mclair. Seit 2011 spielt sie in der britischen Mystery-Serie House of Anubis die Rolle der Joy Mercer.

## Filmografie (Auswahl)
- 2007–2011: Young Dracula (Fernsehserie, 2 Episoden)
- 2008: Holby City (Fernsehserie, 1 Episode)
- 2008–2012: Dani's House (Fernsehserie, 49 Episoden)
- 2009: Parents of the Band (Fernsehserie, 1 Episode)
- 2009: Harry Brown
- 2009: EastEnders (Fernsehserie, 1 Episode)
- 2009–2010: Skins – Hautnah (Skins, Fernsehserie, 6 Episoden)
- 2010: The Bill (Fernsehserie, 1 Episode)
- 2010: Shelfstackers (Fernsehserie, 6 Episoden)
- 2011–2013: House of Anubis (Fernsehserie)
- 2016–2018: Lovesick (Fernsehserie)
- 2022: The Flatshare (Fernsehserie)